# Женская сборная Британских Виргинских Островов по софтболу
Женская национальная сборная Британских Виргинских Островов по софтболу — представляет Британские Виргинские Острова на международных софтбольных соревнованиях. Управляющей организацией выступает Ассоциация софтбола Британских Виргинских Островов (англ. British Virgin Islands Softball Association).

## Результаты выступлений

### Панамериканские чемпионаты по софтболу
| Год        | Победы         | Поражения      | Место          |
| ---------- | -------------- | -------------- | -------------- |
| 1987—2013  | не участвовали | не участвовали | не участвовали |
| 2017       | 1              | 7              | 17             |
| 2022—н. в. | не участвовали | не участвовали | не участвовали |